# Roman i Francesca
Roman i Francesca (tyt. oryg. ros. Роман и Франческа) – radziecki melodramat z 1960 roku, w reżyserii Władimira Dienisienki.

## Fabuła
Do jednego z portów włoskich zawija rosyjski statek. Jeden z marynarzy, Roman schodzi na brzeg, gdzie nuci ulubioną pieśń ukraińską. W odpowiedzi słyszy śpiew młodej kobiety. Poznana Włoszka, Franceska wywiera ogromne wrażenie na marynarzu. Wieczór spędzili razem, spacerując po uliczkach miasta. Następnego dnia wybuchła wojna i marynarz musiał wrócić do ojczyzny.
Płynący do kraju statek zostaje zatopiony przez okręt podwodny. Roman zostaje wyłowiony z morza przez miejscowych, dzięki którym rozpoczyna działalność we włoskim ruchu oporu. Po wojnie Roman powraca do znajomego portu, by odnaleźć Franceskę.

## Obsada
- Pawieł Morozienko jako Roman
- Ludmiła Gurczenko jako Francesca
- Michaił Zadnieprowski jako bosman
- Natalia Naum jako Madonna
- Tatiana Biestajewa jako Lucina
- Anatolij Skibienko jako Dante Alighieri
- Piotr Wiesklarow jako Cino Alighieri
- Siergiej Pietrow jako nauczyciel śpiewu
- Nikołaj Ryszkowski jako Carpino Cesarini
- Sofia Karamasz jako ciotka Maria
- Aleksiej Smirnow jako herr Fritz
- Lew Olewski